# Flughafen Jammu

i8
i11
i13
Der ca. 314 m hoch gelegene Flughafen Jammu (englisch Jammu Airport; auch Jammu Civil Enclave, IATA-Code: IXJ, ICAO-Code: VIJU) ist ein (in Teilen auch militärisch genutzter) nationaler Flughafen ca. 12 km (Fahrtstrecke) südlich der Großstadt Jammu im Unionsterritorium Jammu und Kashmir im Norden Indiens. Der Flughafen befindet sich etwa 15 km östlich der Grenze zu Pakistan.

## Geschichte
Vom ursprünglich als reinem Militärflughafen konzipierten Airport starten seit den 1970er Jahren auch zivile Flüge zunächst mit Propellerantrieb und – nach den Ausbau der Start- und Landebahn – mit Turboprop- und Düsenmaschinen.

## Verbindungen
Derzeit betreiben mehrere indische Fluggesellschaften mehrmals tägliche Flüge nach Delhi und Srinagar, aber auch nach Mumbai, Gwalior und Leh finden täglich Flüge statt.

## Zwischenfälle
- Am 16. Januar 1949 verschwand eine Douglas DC-3/C-47B-5-DK der indischen Dalmia Jain Airways (Luftfahrzeugkennzeichen VT-CDZ) nahe dem Banihal Pass (Indien). Die Maschine war auf dem Flug vom 90 Kilometer entfernten Flughafen Jammu zum 68 Kilometer vom vermutlichen Unfallort entfernten Flughafen Srinagar. Alle 13 Insassen, die vier Besatzungsmitglieder und 9 Passagiere, werden vermisst.[4]

## Sonstiges
- Betreiber des zivilen Teils des Flughafens ist die Airports Authority of India.
- Es gibt eine Start-/Landebahn mit ca. 2042 m Länge.